# Ясеново (област Бургас)
 За другото българско село вижте Ясеново (Област Стара Загора).  
Я̀сеново е село в Югоизточна България, община Руен, област Бургас.

## География
Село Ясеново отстои на около 12 km на север-северозапад от село Руен, 4 km на североизток от село Дъскотна и 4 km на юг от село Билка. Разположено е по южните разклонения в западната част на Камчийска планина, Източна Стара планина. През селото минава общинският път, свързващ общинския център село Руен през селата Добра поляна, Снежа и Ясеново с третокласния републикански път III-208 (Айтос – Провадия) и село Дъскотна. Надморската височина по общинския път при влизането в село Ясеново от запад и при джамията е около 300 m, при пътния разклон за село Речица в източния край – около 328 m, а в южния край намалява до около 255 – 260 m.
Населението на село Ясеново нараства от 460 души към 1934 г. до 568 към 1975 г. (максимум) и през следващите години намалява до 422 души към 2018 г. (по текущата демографска статистика за населението).
При преброяването на населението към 1 февруари 2011 г. от обща численост 468 лица за 7 лица е посочена принадлежност към „българска“ етническа група, за 294 – към „турска“ и за останалите не е даден отговор.

## История
След края на Руско-турската война 1877 – 1878 г., по Берлинския договор селото остава на територията на Източна Румелия. След Съединението, от 1885 г. то се намира в България с името Гердеме. Преименувано е на Ясеново през 1934 г.
Основното училище „Петко Рачов Славейков“ в село Ясеново е преобразувано в начално училище, а през 2007 г. е закрито. Документацията му се съхранява в основно училище „Климент Охридски в село Дъскотна.“

## Население

### Етнически състав
Преброяване на населението през 2011 г.
Численост и дял на етническите групи според преброяването на населението през 2011 г.:
|                     | Численост |
| Общо                | 468       |
| Българи             | 7         |
| Турци               | 294       |
| Цигани              | -         |
| Други               | -         |
| Не се самоопределят | -         |
| Неотговорили        | 166       |

## Религии
В село Ясеново се изповядва ислям.

## Обществени институции
Село Ясеново към 2020 г. е център на кметство Ясеново.
В село Ясеново към 2020 г. има постоянно действаща джамия.

## Културни и природни забележителности
В селото се намират множество пещери, като най-големи са „Картал кая“, „Сиври кая“ и други.

## Спорт
Има футболен клуб – ФК „Орел“.